# فارينيكوفسكايا
فارينيكوفسكايا (بالروسية: Варениковская) هي مدينة في مقاطعة كراسنودار كراي في روسيا. يبلغ عدد سكانها حوالي 14144 نسمة.